# چیدینما اوکه
چیدینما اوکه (انگلیسی: Chidinma Okeke؛ زادهٔ ۱۱ اوت ۲۰۰۰) بازیکن فوتبال اهل نیجریه است.

وی همچنین در تیم ملی فوتبال زنان نیجریه بازی کرده‌است.